# Загроза з Землі
Загроза з Землі (англ. The Menace from Earth) — науково-фантастичне оповідання Роберта Гайнлайна. Входить в цикл творів «Історія майбутнього». Опубліковане журналом The Magazine of Fantasy & Science Fiction в серпні 1957.

## Сюжет
Історія відбувається в колонії в підземному місті Місяця. «Загроза» — це Аріель, красива туристка з Землі, якій призначають гідом 15-річну дівчину Голлі, яка прагне стати конструктором зорельотів. Розповідь ведеться від імені Голлі. Джеф — найкращий друг Голлі, починає проводити багато часу з Аріель. Голлі ревнує і починає сумніватися в їх дружбі.
Голлі та Джеф захоплюються польотами з прив'язними крилами у великій печері, яка є резервуаром повітря колонії. Це можливе завдяти низькій гравітації та висхідним потокам повітря в печері. Аріель теж хоче спробувати політати, і Голлі, виконуючи роботу гіда, береться навчати її. Під час свого першого польоту Аріель втрачає контроль на великій висоті та зривається в штопор. Голлі набирає швидкості і доганяє її. Вона рятує їй життя, ламаючи собі обидві руки.
У лікарні Аріель розповідає Голлі, що не цікавиться Джефом, оскільки вона вдвічі старша за нього. І Джеф захоплюється не нею, а Голлі, оскільки після їхнього падіння він кинувся рятувати саме її. Історія закінчується поцілунком Джефа та Голлі.

## Зв'язок з іншими творами Гайнлайна
Життя місячної колонії детально описане в «Місяць — суворий господар». Голлі згадується в романі «Число звіра» .